# ガブリエル・ザイフェルト
ガブリエル・ザイフェルト（Gabriele "Gaby" Seyfert 、1948年11月23日 - ）は、旧東ドイツ出身の女性フィギュアスケート選手。1968年グルノーブルオリンピック女子シングル銀メダリスト。1969年、1970年世界フィギュアスケート選手権女子シングルチャンピオン。女子選手として初めて3回転ループを成功させた。

## 経歴
- カタリナ・ヴィットのコーチとして有名なユッタ・ミュラーはザイフェルトの実母であり、ザイフェルトのことも指導した。
- 1967年、1969年、1670年ヨーロッパフィギュアスケート選手権 優勝。
- 1968年グルノーブルオリンピックで銀メダルを獲得。
- 1969年、1970年世界フィギュアスケート選手権 優勝。
- 1970年現役引退、その後アネット・ペッチのコーチなどをしたあと翻訳家として活動している。
- 1985年から1991年までベルリンでアイスバレットの経営をしていた。

## 主な戦績
| 大会/年        | 60-61 | 61-62 | 62-63 | 63-64 | 64-65 | 65-66 | 66-67 | 67-68 | 68-69 | 69-70 |
| -------------- | ----- | ----- | ----- | ----- | ----- | ----- | ----- | ----- | ----- | ----- |
| オリンピック   |       |       |       | 19    |       |       |       | 2     |       |       |
| 世界選手権     |       | 21    |       |       | 5     | 2     | 2     | 2     | 1     | 1     |
| 欧州選手権     | 21    | 12    | 10    |       | 5     | 2     | 1     | 2     | 1     | 1     |
| 東ドイツ選手権 | 1     | 1     | 1     | 1     | 1     | 1     | 1     | 1     | 1     | 1     |

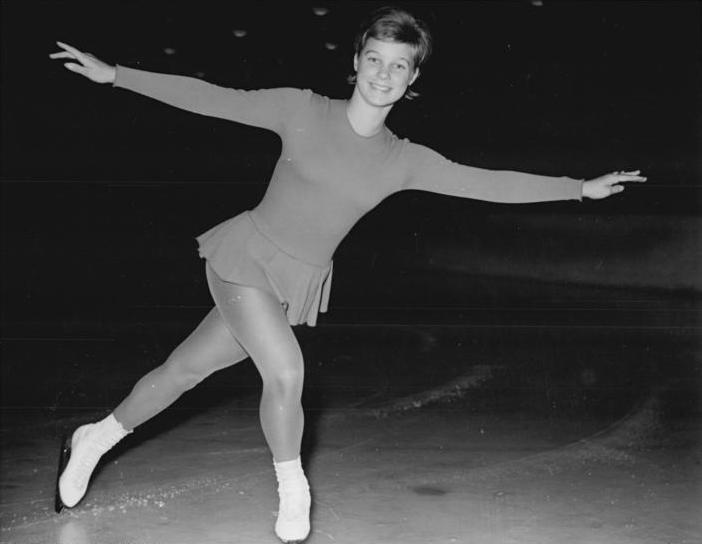
1962年
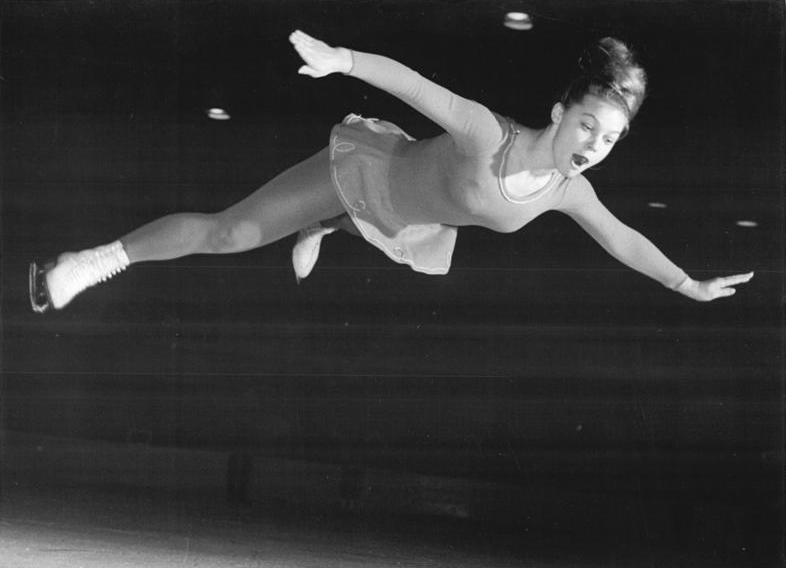
1963年
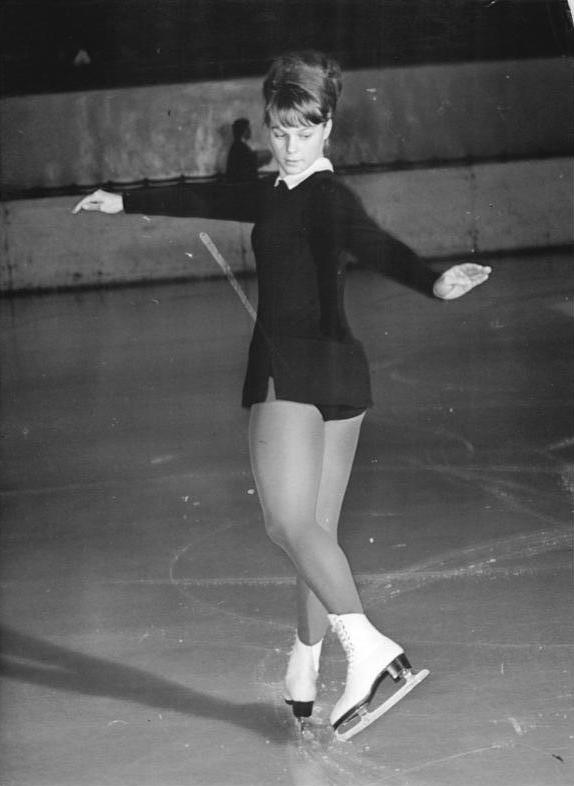
1964年
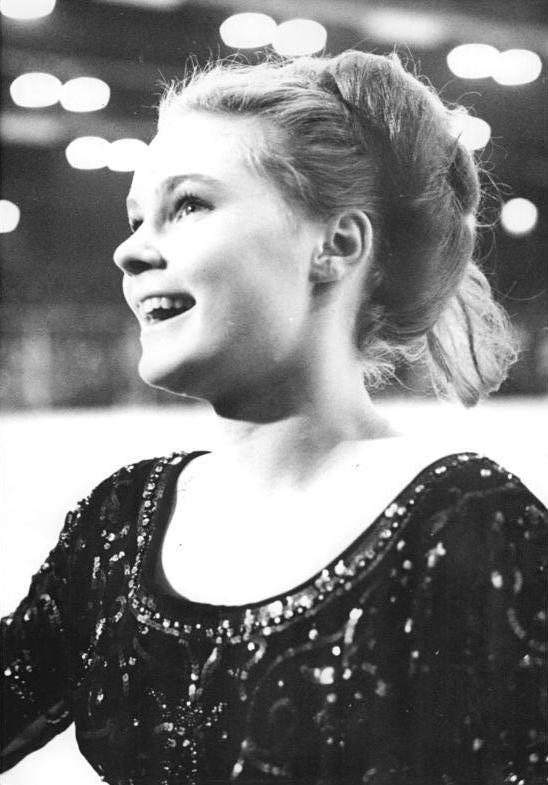
1966年
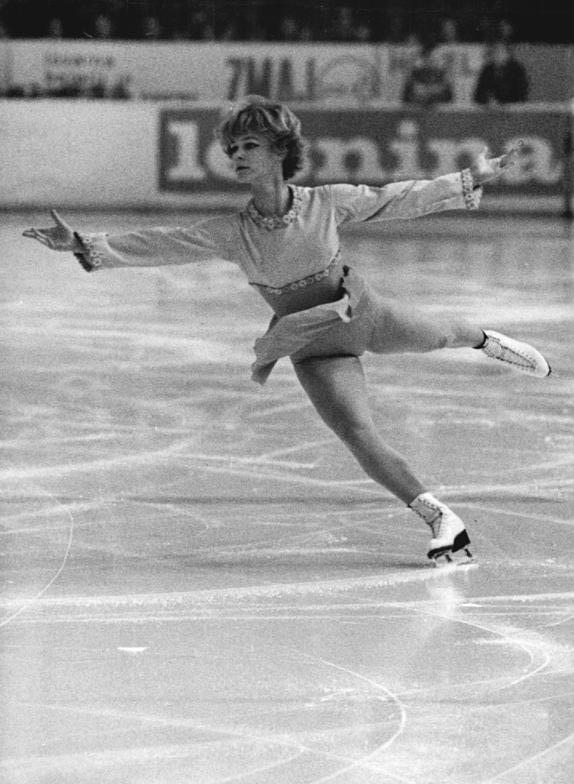
1970年